# Эхтер фон Меспельбрунн, Юлиус
Юлиус Эхтер фон Меспельбрунн (нем. Julius Echter von Mespelbrunn; 18 марта 1545, Меспельбрунн, Франкония — 13 сентября 1617, крепость Мариенберг, Вюрцбург) — князь-епископ Вюрцбурга и герцог Франконии (1573—1617). В его правление в Вюрцбурге развернулось обширное строительство, был основан Вюрцбургский университет и Юлианский госпиталь, а также начались ведовские процессы.

## Биография
Происходил из франконского рыцарского рода, бывшего на службе у майнцских епископов. Как второму сыну ему была определена духовная карьера; его старший брат унаследовал фамильный замок Меспельбрунн. Учился в Ашаффенбурге, Вюрцбурге, Майнце, Кёльне, затем в университетах Лувена, Дуэ, Парижа, Анже и Павии. В 1569 году Эхтер стал каноником Вюрцбургского собора св. Килиана, с 1570 году был советником епископской канцелярии и с 1573 года — деканом собора. В том же году скончался вюрцбургский епископ Фридрих фон Вирсберг, и Эхтер был избран его преемником. Лишь в мае 1575 года он был рукоположён в священники и через два дня — в епископы.
В следующем, 1576 году, началась так называемая «фульдская распря» — после того, как лютеранское дворянство и капитул Фульдского монастыря принудили князя-аббата города Фульда Бальтазара фон Дернбаха к отказу от сана, Юлиус был избран администратором монастыря и фактическим хозяином Фульды. Папа Григорий XIII пригрозил отлучить Эхтера от церкви, если тот не откажется от притязаний на Фульду; сторонники Дернбаха обратились за помощью к императору Максимилиану II. Судебный процесс между Дернбахом и Эхтером перед императорской судебной палатой тянулся 26 лет; лишь в 1602 году был вынесен приговор, согласно которому вюрцбургский епископ был вынужден отказаться от Фульды и заплатить все судебные издержки.
Епископ Юлиус был видным деятелем Контрреформации в Германии, одним из основателей и активных деятелей Католической лиги (1609). С целью подготовки образованных католических богословов он возобновил работу Вюрцбургского университета в 1582 году, где большую роль играли иезуиты; при нём было построено несколько церквей и школ.
При нём развернулась борьба с иноверцами, в частности, из города были вынуждены в большом количестве выехать протестанты, не желавшие принимать католицизм (были введены сильные ограничения на замещение должностей протестантами, 100 тысяч человек в епархии было обращено в католицизм), было конфисковано имущество вюрцбургских евреев. При нём начались значительные по масштабу Вюрцбургские ведовские процессы, достигшие апогея при его преемниках.
В 1579 году им был основан Юлианский госпиталь для бедных и сирот. Постройки, предпринятые во времена Юлиуса, отмечаются соединением ренессансных черт и поздней готики — так называемая «Эхтерова готика» или «стиль Юлиуса».
Эхтер был искусным администратором; предпринятые при нём судебные и административные реформы в сочетании с мерами строгой экономии помогли епархии избавиться от долгов без увеличения налогов.
Юлиус Эхтер похоронен в Вюрцбургском соборе. Его преемником на посту стал Иоганн Готтфрид фон Ашхаузен. Имя Эхтера носят Вюрцбургский университет (нем. Julius-Maximilian Universitaet), Юлианский госпиталь, улица в центре Вюрцбурга — Юлиуспроменаде, где воздвигнут памятник епископу, один из сортов вюрцбургского пшеничного пива, а также многие учреждения во Франконии. Его бюст находится в регенсбургской Вальхалле, созданном в XIX веке пантеоне выдающихся германцев.